# 송자대전
《송자대전》(宋子大全)은 조선시대 후기의 문신, 유학자, 성리학자인 송시열의 저서와 시문, 상소 등을 모은 모음집이다. 1795년(정조 20년) 정조(正祖)의 왕명에 의해 간행되었으며, 이때 송시열을 송자(宋子)라 하여 국가적 차원의 성인으로 존숭하였다.

## 기타
송자대전의 목판활자인 《송자대전판》은 1989년 3월 18일 대전광역시의 유형문화재 제1호로, 활자를 보관중인 남간정사는 대전시광역시 유형문화재 제4호로 지정되었다.

## 같이 보기
- 정조
- 서인
- 노론
- 예송
- 김종수
- 송시열